# Samson Opuakpo
Samson Opuakpo, född 24 april 1986, är en nigeriansk simmare.
Opuakpo tävlade för Nigeria vid olympiska sommarspelen 2016 i Rio de Janeiro, där han blev utslagen i försöksheatet på 50 meter frisim.